# فولینا
فولینا (به ایتالیایی: Follina) یک کومونه در ایتالیا است که در استان ترویزو واقع شده‌است. فولینا ۲۴٫۲ کیلومتر مربع مساحت و ۳٬۹۱۹ نفر جمعیت دارد و ۱۹۱ متر بالاتر از سطح دریا واقع شده‌است.